# Стренчи (станция)
Стре́нчи (латыш. Strenči) — железнодорожная станция на линии Рига — Лугажи, ранее являвшейся частью Псково-Рижской железной дороги. Станция создана в 1889 году, до 1919 года носила название Стакельн.
Находится на территории города Стренчи (Стренчский край) между станцией Бренгули и остановочным пунктом Седа.

## Движение поездов
По станции проходят пассажирские дизель-поезда 661Р, 662Р, 663Р, 664Р, 667Р и 668Р.